# Pseudodaphnella nodorete
Pseudodaphnella nodorete é uma espécie de gastrópode do gênero Pseudodaphnella, pertencente a família Raphitomidae.